# Tchirozerine
Tchirozerine é um dos três arrondissements do departamento de Agadèz, no Níger, com 254622 habitantes em 2014.

## Comunas
É dividido administrativamente nas seguintes comunas:
- Agadez (Comuna urbana)
- Dabaga
- Tabelot
- Tchiorozérine (Comuna urbana)